# Frances Cuka
Frances Cuka (21 août 1936-16 février 2020)  est une actrice anglaise, principalement de télévision, dont la carrière s'étend sur plus de soixante ans. Dans ses dernières années, elle est surtout connue pour avoir joué la grand-mère Nellie Buller dans la sitcom Friday Night Dinner de 2011 à 2018.

## Biographie
Frances Cuka (prononcé Chewka) est née à Londres, en Angleterre, fille unique de Letitia Alice Annie (née Francis), une tailleuse, et de Joseph Cuka, un graveur. La famille déménage ensuite à Hove. Enfant, elle apparaît dans des émissions de radio de la BBC dans le cadre de Children's Hour. Elle se forme à la Guildhall School of Music and Drama.

### Rôles au théâtre
Après le Guildhall, elle intègre le Theatre Workshop ; où elle joue dans Macbeth puis, en 1958, elle crée le rôle de Jo dans la pièce A Taste of Honey de Shelagh Delaney, conservant le rôle lorsque la pièce part dans le West End et Broadway. Entre les passages d'A Taste of Honey, elle apparaît dans plusieurs pièces au Royal Court Theatre, dont Endgame et Live Like Pigs. En 1963, elle incarne Becky Sharp dans la comédie musicale Vanity Fair, aux côtés de George Baker et de Sybil Thorndike.

### Télévision
Cuka passe ensuite à la télévision avec des rôles dans l'adaptation de la mini-série de la BBC en 1971 de Sense and Sensibility de Jane Austen, Adam Adamant Lives, Hammer House of Horror (l'épisode "Charlie Boy"), The Champions and Minder. Elle apparaît également en tant que Doll Tearsheet dans une version télévisée de la BBC de Henry IV, Part II. Elle a des rôles récurrents dans les feuilletons Crossroads et Coronation Street. Au cinéma, elle joue dans Scrooge (1970) en tant qu'épouse de Bob Cratchit, et Henry VIII et ses six femmes (1972) en tant que Catherine d'Aragon.
Cuka est choisie pour le rôle de Peggy Mitchell dans le feuilleton de BBC1 EastEnders lorsque le personnage débute pour la première fois en 1991. Elle a tourné plusieurs scènes mais elles ont été abandonnées; Jo Warne est ensuite choisie pour le rôle.
De 2006 à 2009, elle joue le rôle récurrent d'une femme sans-abri appelée Mme Bassey dans le drame médical populaire Casualty. Sa dernière apparition a lieu en septembre 2009, lorsque son personnage est décédé des suites de graves brûlures après avoir été impliqué dans une explosion dans un centre commercial.
En 2010, elle joue Lady Bracknell pour la Logos Theatre Company à Upstairs at the Gatehouse, dans la version inhabituelle en quatre actes de The Importance of Being Earnest.
À partir de mars 2011, elle apparaît dans la sitcom de Channel 4 Friday Night Dinner, en tant que grand-mère Nelly Buller. Elle doit quitter la série en 2018 pour cause de maladie, faisant une dernière apparition dans l'épisode de la série 5 "The Violin".
Cuka est décédée après avoir subi un accident vasculaire cérébral chez elle à Hampstead, Londres, le 16 février 2020, à l'âge de 83 ans.

## Filmographie
| An               | Titre                                   | Rôle                                          | Remarques                    |
| ---------------- | --------------------------------------- | --------------------------------------------- | ---------------------------- |
| 1961             | Au-delà des chances                     | Hilda étés                                    |                              |
| 1970             | Picsou                                  | Ethel Cratchit                                |                              |
| 1972             | Henri VIII et ses six femmes            | Catherine d'Aragon                            |                              |
| 1972             | Cache-cache                             | Mme. Dickie                                   |                              |
| 1980             | L'observateur dans les bois             | Marie Fleming                                 |                              |
| 1987             | Carrefour                               | Marie Lancastre                               | Rôle d'invité                |
| 1988             | Le grenier : la cachette d'Anne Frank   | Mme. Van Daan                                 | Film télévisé                |
| 1988             | CivvyStreet                             | Lil Sewell                                    | Épisode dérivé d' EastEnders |
| 1990             | Montagnes de la Lune                    | Dame Houghton                                 |                              |
| 1991             | EastEnders                              | Peggy Mitchell                                | Scènes non diffusées         |
| 1991             | Effrayé du noir                         | Mme. Dalton                                   |                              |
| 1997             | Blanche-Neige : une histoire de terreur | Nannau                                        |                              |
| 2001, 2003       | Le projet de loi                        | Mme. Jones ; Sandra Flecher                   | 2 épisodes                   |
| 2001, 2005, 2007 | Médecins                                | Lillie Goodwin; Maeva Richards; Marthe Tanner | 3 épisodes                   |
| 2003             | Piscine                                 | Dame du métro                                 |                              |
| 2005             | Oliver Twist                            | Mme. Bedwin                                   |                              |
| 2006–2009        | Victime                                 | Mme. Bassey                                   | Rôle récurrent, 7 épisodes   |
| 2011–2018        | Dîner du vendredi soir                  | Grand-mère Eleanor "Nelly" Buller             | Second rôle, 12 épisodes     |
| 2012, 2014       | Ville de Holby                          | Esther Lévy                                   | 3 épisodes                   |
| 2014             | Plus près de la Lune                    | Sarah                                         |                              |